# Ellipsoïde van Lamé
De Ellipsoïde van Lamé is een ruimtelijke figuur, dat alle mechanische spanningen in een lichaam naar grootte en richting uitzet volgens hun voerstralen. Gabriel Lamé toonde aan, dat dit een ellipsoïde oplevert. Als we een cartesisch coördinatenstelsel x, y, z volgens de hoofdspanningen sx, sy, sz leggen, dan luidt de vergelijking van de ellipsoïde:
{\displaystyle \left({\frac {x}{\sigma _{x}}}\right)^{2}+\left({\frac {y}{\sigma _{y}}}\right)^{2}+\left({\frac {z}{\sigma _{z}}}\right)^{2}=1}